# Obergefell contro Hodges
Obergefell contro Hodges è una storica sentenza della Corte Suprema degli Stati Uniti d'America che ha legalizzato il matrimonio fra persone dello stesso sesso in tutte le località soggette alla giurisdizione statunitense.

## Le parti in causa
James Obergefell aveva denunciato il direttore del dipartimento sanitario dell'Ohio Theodore Wymyslo per essersi rifiutato di riconoscere il matrimonio con il suo partner John Arthur. Quando il caso arrivò di fronte alla Corte Suprema, Wymyslo era stato rimpiazzato alla guida del dipartimento da Richard Hodges.
A seguito della decisione, Hodges e Obergefell strinsero un rapporto di amicizia, e nel 2017 il primo rilasciò dichiarazioni a favore del matrimonio egualitario e dei diritti LGBT.

## Decisione
Con 5 favorevoli e 4 contrari, la Corte dichiarò che il rifiuto di alcuni Stati di riconoscere il matrimonio fra persone dello stesso sesso era incostituzionale, in quanto privava le coppie omosessuali di uguale trattamento e dignità di fronte alla legge.
I 4 Giudici contrari (Roberts, Scalia, Alito e Thomas) nei loro pareri di minoranza (dissenting opinions) affermarono che una decisione tanto delicata dovesse essere presa democraticamente dal popolo tramite referendum o tramite i loro rappresentanti al Congresso, e non da magistrati non eletti, e che nessun passo della Costituzione suggeriva esplicitamente che i matrimoni omosessuali dovessero essere riconosciuti.